# Promenaea stapelioides
Promenaea stapelioides là một loài thực vật có hoa trong họ Lan. Loài này được (Link & Otto) Lindl. miêu tả khoa học đầu tiên năm 1843.

## Hình ảnh

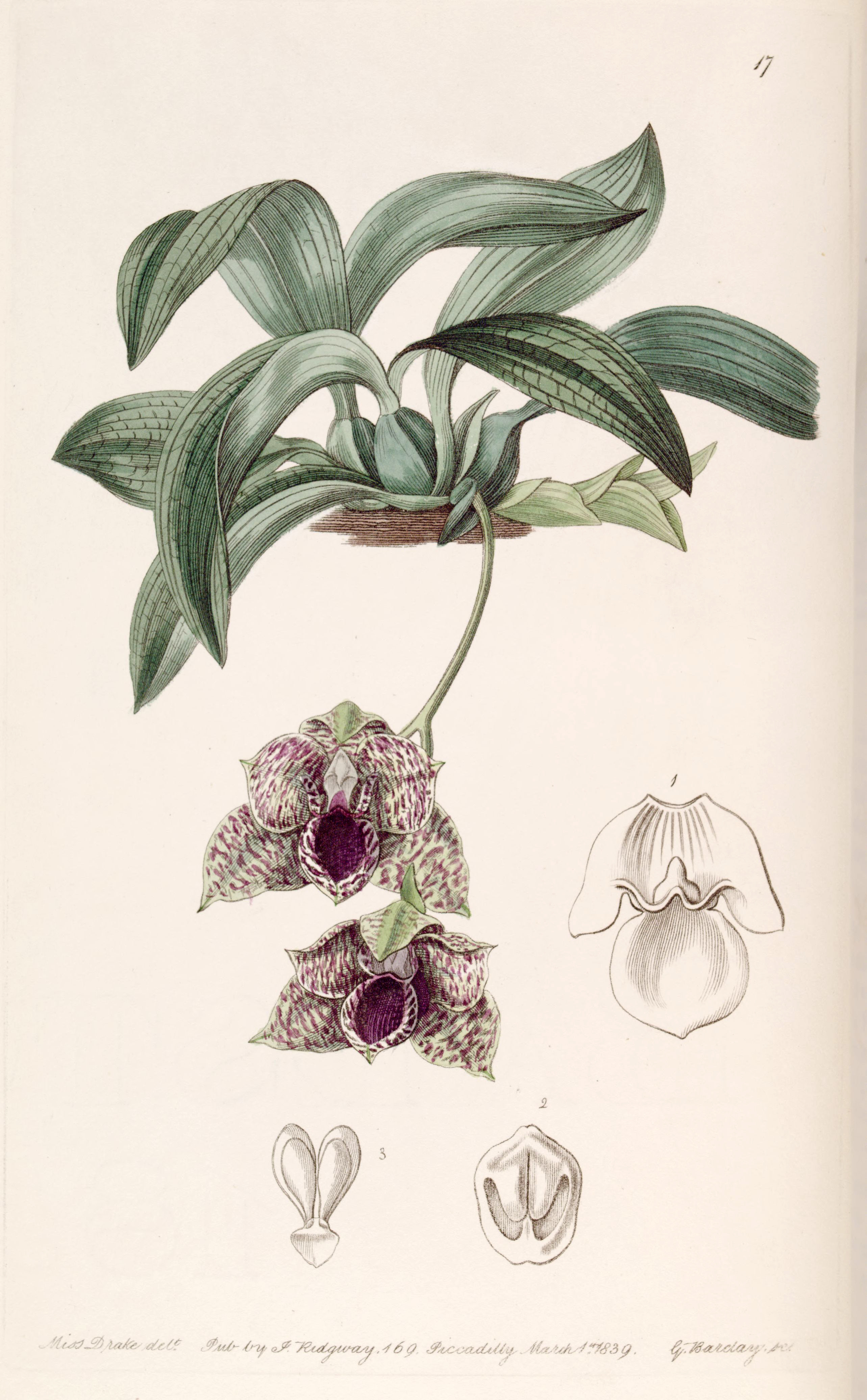
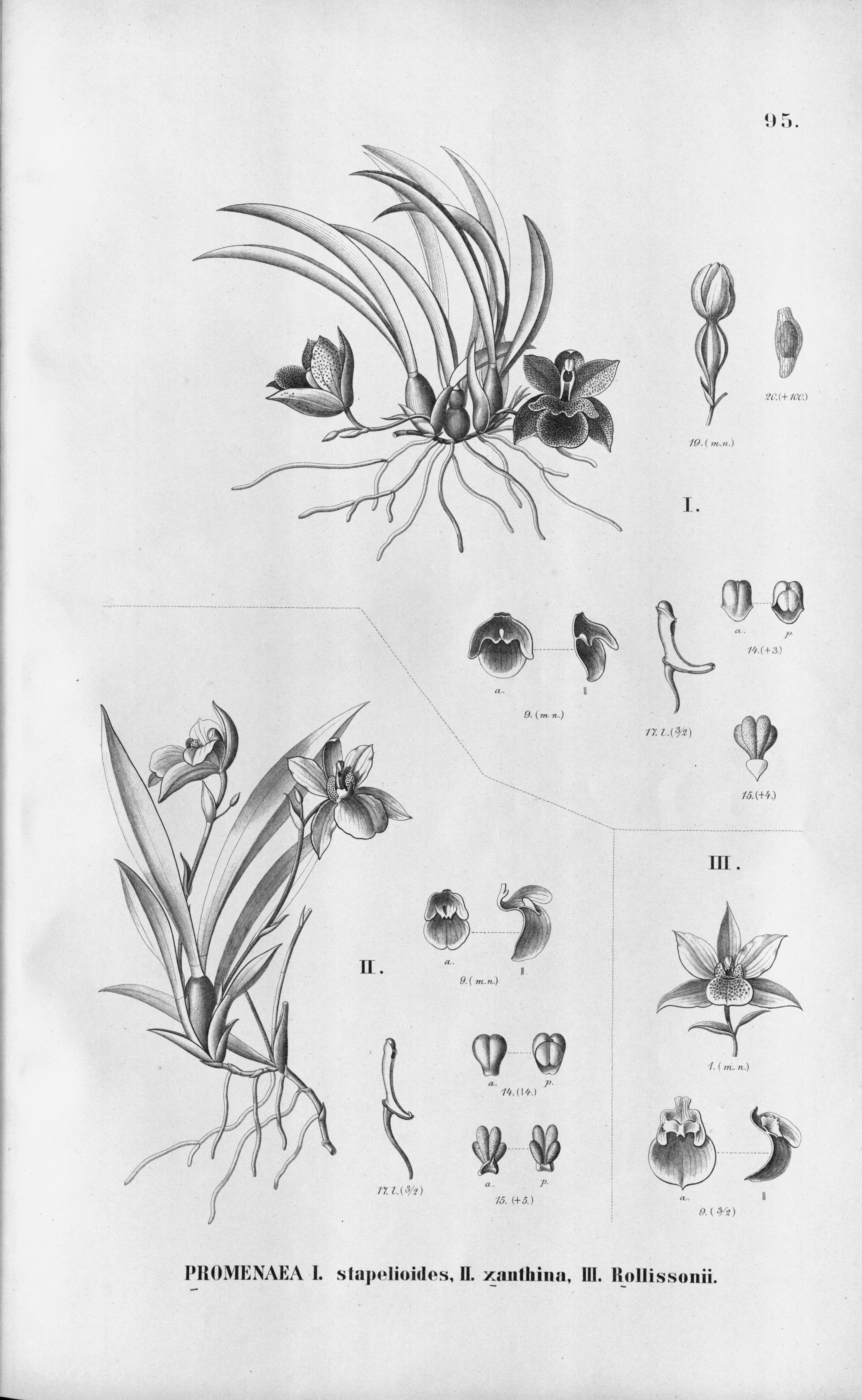
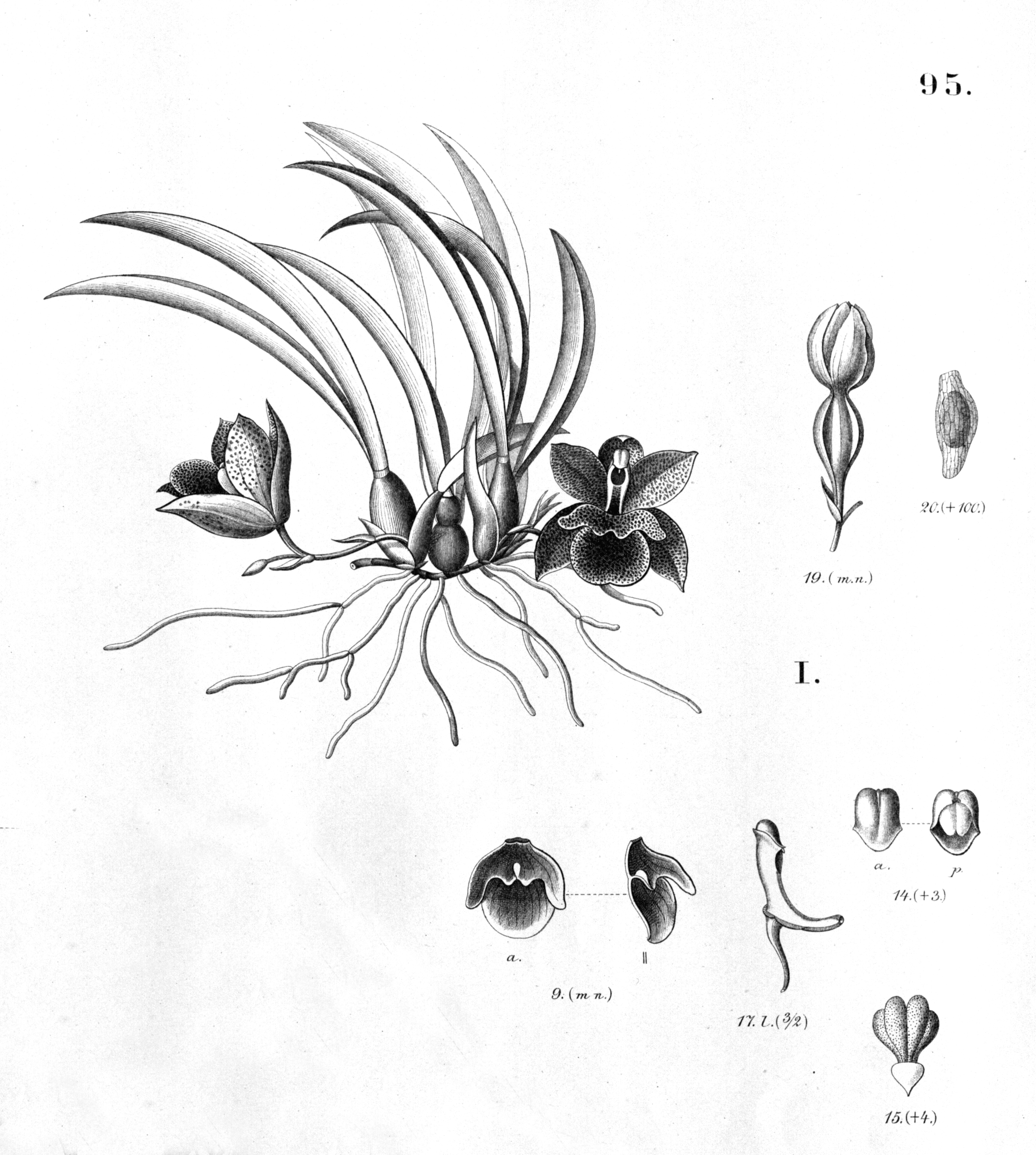